# Saison 1987 de la WTA
Vainqueurs des tournois majeurs
Résultats des tournois de tennis organisés par la WTA en 1987.

## Résumé de la saison
La saison 1987 de la Women's Tennis Association (WTA) est dominée par deux joueuses : la vétérane Martina Navrátilová, 31 ans, et Steffi Graf, 18 ans.
En janvier, Navrátilová atteint d'abord la finale de l'Open d'Australie où elle est dominée par Hana Mandlíková. Puis, à Roland-Garros, l'Américaine est battue par Graf qui, au terme d'une rencontre serrée, signe son premier titre d'une exceptionnelle série en Grand Chelem. 
Deux fois vaincue, Navrátilová tient sa revanche à Wimbledon puis à l'US Open, où elle surclasse chaque fois Graf en deux sets. À l'US Open, Navrátilová réussit l'exploit de s'imposer à la fois en simple, en double et en mixte. Mais, si Navrátilová s'illustre en Grand Chelem, elle déçoit dans les tournois secondaires du circuit, avec seulement deux autres victoires à Filderstadt et Chicago.
Outre sa victoire à Roland-Garros et ses finales à Wimbledon et l'US Open, Steffi Graf s'impose quant à elle dans dix tournois dont les Masters en fin d'année. Logiquement, l'Allemande s'empare de la place de numéro un mondiale dès le 17 août et s'y maintient jusqu'à la fin de l'année.
Revenue sur le circuit après avoir soigné sa blessure au genou, Chris Evert conclut la saison sans remporter de Grand Chelem pour la première fois depuis 1973, mais décroche néanmoins cinq tournois, mieux que Pam Shriver (quatre) et Gabriela Sabatini (trois). 
L'Allemagne enfin, emmenée par Graf, enlève pour la première fois de son histoire la Coupe de la Fédération face aux États-Unis en finale.
En double dames, la paire Shriver-Navrátilová réalise le petit Chelem, abandonnant Wimbledon à Claudia Kohde-Kilsch et Helena Suková.

## Palmarès

### Simple
| No | Date       | Nom et lieu du tournoi                             | Catégorie | Dotation    | Surface         | Vainqueure          | Finaliste            | Score              |         |
| -- | ---------- | -------------------------------------------------- | --------- | ----------- | --------------- | ------------------- | -------------------- | ------------------ | ------- |
| 1  | 29/12/1986 | Jason 2000 Classic, Brisbane                       |           | 100 000 $   | Gazon (ext.)    | Hana Mandlíková     | Pam Shriver          | 6-2, 2-6, 6-4      | Tableau |
| 2  | 05/01/1987 | Family Circle Open, Sydney                         |           | 150 000 $   | Gazon (ext.)    | Zina Garrison       | Pam Shriver          | 6-2, 6-4           | Tableau |
| 3  | 12/01/1987 | Ford Australian Open, Melbourne                    | G. Chelem | 695 161 $   | Gazon (ext.)    | Hana Mandlíková     | Martina Navrátilová  | 7-5, 7-61          | Tableau |
| 4  | 26/01/1987 | Nutri-Metrics International Open, Auckland         |           | 50 000 $    | Dur (ext.)      | Gretchen Rush       | Terry Phelps         | 6-2, 6-3           | Tableau |
| 5  | 02/02/1987 | Virginia Slims of Kansas, Wichita                  |           | 75 000 $    | Moquette (int.) | Barbara Potter      | Larisa Savchenko     | 7-6, 7-6           | Tableau |
| 6  | 09/02/1987 | Virginia Slims of Oklahoma, Oklahoma City          |           | 75 000 $    | Dur (int.)      | Elizabeth Smylie    | Lori McNeil          | 4-6, 6-3, 7-5      | Tableau |
| 7  | 09/02/1987 | Virginia Slims of California, San Francisco        |           | 150 000 $   | Moquette (int.) | Zina Garrison       | Sylvia Hanika        | 7-5, 4-6, 6-3      | Tableau |
| 8  | 16/02/1987 | Virginia Slims of Florida, Boca Raton              |           | 250 000 $   | Dur (ext.)      | Steffi Graf         | Helena Suková        | 6-2, 6-3           | Tableau |
| 9  | 23/02/1987 | Lipton International Championships, Miami          |           | 750 000 $   | Dur (ext.)      | Steffi Graf         | Chris Evert          | 6-1, 6-2           | Tableau |
| 10 | 09/03/1987 | Virginia Slims of Arizona, Phoenix                 |           | 75 000 $    | Dur (ext.)      | Anne White          | Dianne Balestrat     | 6-1, 6-2           | Tableau |
| 11 | 16/03/1987 | Virginia Slims of Dallas, Dallas                   |           | 250 000 $   | Moquette (int.) | Chris Evert         | Pam Shriver          | 6-1, 6-3           | Tableau |
| 12 | 23/03/1987 | US Indoors, Piscataway                             |           | 150 000 $   | Moquette (int.) | Helena Suková       | Lori McNeil          | 6-0, 6-3           | Tableau |
| 13 | 23/03/1987 | Virginia Slims of Washington, Washington           |           | 150 000 $   | Moquette (int.) | Hana Mandlíková     | Barbara Potter       | 6-4, 6-2           | Tableau |
| 14 | 30/03/1987 | Wild Dunes, Charleston                             |           | 75 000 $    | Terre (ext.)    | Manuela Maleeva     | Raffaella Reggi      | 5-7, 6-2, 6-3      | Tableau |
| 15 | 06/04/1987 | Family Circle Mag. Cup, Hilton Head                |           | 300 000 $   | Terre (ext.)    | Steffi Graf         | Manuela Maleeva      | 6-2, 4-6, 6-3      | Tableau |
| 16 | 13/04/1987 | Bausch & Lomb/WTA Championships, Amelia Island     |           | 300 000 $   | Terre (ext.)    | Steffi Graf         | Hana Mandlíková      | 6-3, 6-4           | Tableau |
| 17 | 13/04/1987 | Suntory Japan Open, Tokyo                          |           | 75 000 $    | Dur (ext.)      | Katerina Maleeva    | Barbara Gerken       | 6-2, 6-3           | Tableau |
| 18 | 20/04/1987 | Virginia Slims of Houston, Houston                 |           | 150 000 $   | Terre (ext.)    | Chris Evert         | Martina Navrátilová  | 3-6, 6-1, 7-6      | Tableau |
| 19 | 20/04/1987 | Taipei International Championships, Taïwan         |           | 50 000 $    | Moquette (int.) | Anne Minter         | Claudia Porwik       | 6-4, 6-1           | Tableau |
| 20 | 27/04/1987 | Singapore Open, Kallang                            |           | 50 000 $    | Dur (ext.)      | Anne Minter         | Barbara Gerken       | 6-4, 6-1           | Tableau |
| 21 | 27/04/1987 | Eckerd Open, Tampa                                 |           | 150 000 $   | Terre (ext.)    | Chris Evert         | Kate Gompert         | 6-3, 6-2           | Tableau |
| 22 | 04/05/1987 | Italian Open, Rome                                 |           | 150 000 $   | Terre (ext.)    | Steffi Graf         | Gabriela Sabatini    | 7-5, 4-6, 6-0      | Tableau |
| 23 | 11/05/1987 | German Open, Berlin                                |           | 150 000 $   | Terre (ext.)    | Steffi Graf         | Claudia Kohde-Kilsch | 6-2, 6-3           | Tableau |
| 24 | 18/05/1987 | GP de Strasbourg, Strasbourg                       |           | 75 000 $    | Terre (ext.)    | Carling Bassett     | Sandra Cecchini      | 6-3, 6-4           | Tableau |
| 25 | 18/05/1987 | European Open, Genève                              |           | 100 000 $   | Terre (ext.)    | Chris Evert         | Manuela Maleeva      | 6-3, 4-6, 6-2      | Tableau |
| 26 | 25/05/1987 | Roland-Garros, Paris                               | G. Chelem | 1 085 000 $ | Terre (ext.)    | Steffi Graf         | Martina Navrátilová  | 6-4, 4-6, 8-6      | Tableau |
| 27 | 08/06/1987 | Dow Chemical Classic, Birmingham                   |           | 150 000 $   | Gazon (ext.)    | Pam Shriver         | Larisa Savchenko     | 4-6, 6-2, 6-2      | Tableau |
| 28 | 15/06/1987 | Pilkington Glass Championships, Eastbourne         |           | 200 000 $   | Gazon (ext.)    | Helena Suková       | Martina Navrátilová  | 7-6, 6-3           | Tableau |
| 29 | 22/06/1987 | The Championships, Wimbledon                       | G. Chelem | 1 354 530 $ | Gazon (ext.)    | Martina Navrátilová | Steffi Graf          | 7-5, 6-3           | Tableau |
| 30 | 06/07/1987 | Belgian Open, Knokke                               |           | 75 000 $    | Terre (ext.)    | Kathleen Horvath    | Bettina Bunge        | 6-1, 7-6           | Tableau |
| 31 | 06/07/1987 | Volvo Ladies Event, Båstad                         |           | 75 000 $    | Terre (ext.)    | Sandra Cecchini     | Catarina Lindqvist   | 6-4, 6-4           | Tableau |
| 32 | 13/07/1987 | Virginia Slims of Newport, Newport (RI)            |           | 150 000 $   | Gazon (ext.)    | Pam Shriver         | Wendy White          | 6-2, 6-4           | Tableau |
| 33 | 20/07/1987 | OTB Open, Schenectady                              |           | 27 500 $    | Dur (ext.)      | Camille Benjamin    | Vicki Nelson         | 6-2, 6-3           |         |
| 34 | 27/07/1987 | California State Championships, Aptos              |           | 50 000 $    | Dur (ext.)      | Elly Hakami         | Melissa Gurney       | 6-3, 6-4           | Tableau |
| 35 | 03/08/1987 | Virginia Slims of San Diego, San Diego             |           | 75 000 $    | Dur (ext.)      | Raffaella Reggi     | Anne Minter          | 6-0, 6-4           | Tableau |
| 36 | 10/08/1987 | Virginia Slims of Los Angeles, Los Angeles         |           | 250 000 $   | Dur (ext.)      | Steffi Graf         | Chris Evert          | 6-3, 6-4           | Tableau |
| 37 | 17/08/1987 | Downsview Canadian Open, Toronto                   |           | 250 000 $   | Dur (ext.)      | Pam Shriver         | Zina Garrison        | 6-4, 6-1           | Tableau |
| 38 | 24/08/1987 | United Jersey Bank Classic, Mahwah                 |           | 150 000 $   | Dur (ext.)      | Manuela Maleeva     | Sylvia Hanika        | 1-6, 6-4, 6-1      | Tableau |
| 39 | 31/08/1987 | US Open, Flushing Meadows                          | G. Chelem | 1 757 958 $ | Dur (ext.)      | Martina Navrátilová | Steffi Graf          | 7-64, 6-1          | Tableau |
| 40 | 14/09/1987 | Pan Pacific Open, Tokyo                            |           | 250 000 $   | Moquette (int.) | Gabriela Sabatini   | Manuela Maleeva      | 6-4, 7-6           | Tableau |
| 41 | 21/09/1987 | Citizen Cup, Hambourg                              |           | 150 000 $   | Terre (ext.)    | Steffi Graf         | Isabel Cueto         | 6-2, 6-2           | Tableau |
| 42 | 28/09/1987 | First Clarins Open, Paris                          |           | 50 000 $    | Terre (ext.)    | Sabrina Goleš       | Sandra Wasserman     | 7-5, 6-1           | Tableau |
| 43 | 28/09/1987 | Virginia Slims of New Orleans, La Nouvelle-Orléans |           | 150 000 $   | Moquette (int.) | Chris Evert         | Lori McNeil          | 6-3, 7-5           | Tableau |
| 44 | 05/10/1987 | Athens Trophy, Athènes                             |           | 75 000 $    | Terre (ext.)    | Katerina Maleeva    | Julie Halard         | 6-1, 6-0           | Tableau |
| 45 | 12/10/1987 | Porsche Tennis Grand Prix, Filderstadt             |           | 175 000 $   | Dur (int.)      | Martina Navrátilová | Chris Evert          | 7-5, 6-1           | Tableau |
| 46 | 12/10/1987 | Honda Classic, San Juan                            |           | 75 000 $    | Dur (ext.)      | Stephanie Rehe      | Camille Benjamin     | 7-5, 7-6           | Tableau |
| 47 | 19/10/1987 | Volvo Classic, Brighton                            |           | 200 000 $   | Moquette (int.) | Gabriela Sabatini   | Pam Shriver          | 7-5, 6-4           | Tableau |
| 48 | 26/10/1987 | Virginia Slims of Indianapolis, Indianapolis       |           | 75 000 $    | Dur (int.)      | Halle Carroll       | Anne Smith           | 4-6, 6-4, 7-6      | Tableau |
| 49 | 26/10/1987 | European Indoors, Zurich                           |           | 150 000 $   | Moquette (int.) | Steffi Graf         | Hana Mandlíková      | 6-2, 6-2           | Tableau |
| 50 | 02/11/1987 | Virginia Slims of New England, Worcester           |           | 250 000 $   | Moquette (int.) | Pam Shriver         | Chris Evert          | 6-4, 4-6, 6-0      | Tableau |
| 51 | 02/11/1987 | Virginia Slims of Arkansas, Little Rock            |           | 75 000 $    | Dur (ext.)      | Sandra Cecchini     | Natasha Zvereva      | 0-6, 6-1, 6-3      | Tableau |
| 52 | 09/11/1987 | Virginia Slims of Chicago, Chicago                 |           | 150 000 $   | Moquette (int.) | Martina Navrátilová | Natasha Zvereva      | 6-1, 6-2           | Tableau |
| 53 | 16/11/1987 | Virginia Slims Championships, New York             | Masters   | 500 000 $   | Moquette (int.) | Steffi Graf         | Gabriela Sabatini    | 4-6, 6-4, 6-0, 6-4 | Tableau |
| 54 | 30/11/1987 | Argentinian Open, Buenos Aires                     |           | 50 000 $    | Terre (ext.)    | Gabriela Sabatini   | Isabel Cueto         | 6-0, 6-2           | Tableau |
| 55 | 07/12/1987 | Brazilian Open, Guarujá                            |           | 50 000 $    | Dur (ext.)      | Neige Dias          | Pat Medrado          | 6-0, 6-7, 6-4      | Tableau |

### Double
| No | Date       | Nom et lieu du tournoi                            | Catégorie | Dotation    | Surface         | Vainqueures                           | Finalistes                             | Score         |         |
| -- | ---------- | ------------------------------------------------- | --------- | ----------- | --------------- | ------------------------------------- | -------------------------------------- | ------------- | ------- |
| 1  | 29/12/1986 | Jason 2000 Classic Brisbane                       |           | 150 000 $   | Gazon (ext.)    | Hana Mandlíková Wendy Turnbull        | Betsy Nagelsen Elizabeth Smylie        | 6-4, 6-3      | Tableau |
| 2  | 05/01/1987 | Family Circle Open Sydney                         |           | 150 000 $   | Gazon (ext.)    | Betsy Nagelsen Elizabeth Smylie       | Jenny Byrne Janine Thompson            | 6-7, 7-5, 6-1 | Tableau |
| 3  | 12/01/1987 | Ford Australian Open Melbourne                    | G. Chelem | 695 161 $   | Gazon (ext.)    | Martina Navrátilová Pam Shriver       | Zina Garrison Lori McNeil              | 6-1, 6-0      | Tableau |
| 4  | 26/01/1987 | Nutri-Metrics International Open Auckland         |           | 50 000 $    | Dur (ext.)      | Anna Maria Fernández Julie Richardson | Gretchen Rush Elizabeth Minter         | 4-6, 6-4, 6-2 | Tableau |
| 5  | 30/01/1987 | Bridgestone Doubles Tokyo                         |           | 175 000 $   | Moquette (int.) | Claudia Kohde-Kilsch Helena Suková    | Elise Burgin Pam Shriver               | 6-1, 7-6      | Tableau |
| 6  | 02/02/1987 | Virginia Slims of Kansas Wichita                  |           | 75 000 $    | Moquette (int.) | Svetlana Cherneva Larisa Savchenko    | Barbara Potter Wendy White             | 6-2, 6-4      | Tableau |
| 7  | 09/02/1987 | Virginia Slims of Oklahoma Oklahoma City          |           | 75 000 $    | Dur (int.)      | Svetlana Cherneva Larisa Savchenko    | Lori McNeil Kim Sands                  | 6-4, 6-4      | Tableau |
| 8  | 09/02/1987 | Virginia Slims of California San Francisco        |           | 150 000 $   | Moquette (int.) | Hana Mandlíková Wendy Turnbull        | Zina Garrison Gabriela Sabatini        | 6-4, 7-6      | Tableau |
| 9  | 16/02/1987 | Virginia Slims of Florida Boca Raton              |           | 250 000 $   | Dur (ext.)      | Svetlana Cherneva Larisa Savchenko    | Chris Evert Pam Shriver                | 6-0, 3-6, 6-2 | Tableau |
| 10 | 23/02/1987 | Lipton International Championships Miami          |           | 750 000 $   | Dur (ext.)      | Martina Navrátilová Pam Shriver       | Claudia Kohde-Kilsch Helena Suková     | 6-3, 7-6      | Tableau |
| 11 | 09/03/1987 | Virginia Slims of Arizona Phoenix                 |           | 75 000 $    | Dur (ext.)      | Penny Barg Beth Herr                  | Mary Lou Piatek Anne White             | 2-6, 6-2, 7-6 | Tableau |
| 12 | 16/03/1987 | Virginia Slims of Dallas Dallas                   |           | 250 000 $   | Moquette (int.) | Mary Lou Piatek Anne White            | Elise Burgin Robin White               | 7-5, 6-3      | Tableau |
| 13 | 23/03/1987 | US Indoors Piscataway                             |           | 150 000 $   | Moquette (int.) | Gigi Fernández Lori McNeil            | Betsy Nagelsen Elizabeth Smylie        | 6-1, 6-4      | Tableau |
| 14 | 23/03/1987 | Virginia Slims of Washington Washington           |           | 150 000 $   | Moquette (int.) | Elise Burgin Pam Shriver              | Zina Garrison Lori McNeil              | 6-1, 3-6, 6-4 | Tableau |
| 15 | 30/03/1987 | Wild Dunes Charleston                             |           | 75 000 $    | Terre (ext.)    | Laura Arraya Tine Scheuer-Larsen      | Mercedes Paz Candy Reynolds            | 6-4, 6-4      | Tableau |
| 16 | 06/04/1987 | Family Circle Mag. Cup Hilton Head                |           | 300 000 $   | Terre (ext.)    | Mercedes Paz Eva Pfaff                | Zina Garrison Lori McNeil              | 7-6, 7-5      | Tableau |
| 17 | 13/04/1987 | Suntory Japan Open Tokyo                          |           | 75 000 $    | Dur (ext.)      | Kathy Jordan Betsy Nagelsen           | Sandy Collins Sharon Walsh-Pete        | 6-3, 7-5      | Tableau |
| 18 | 13/04/1987 | Bausch & Lomb/WTA Championships Amelia Island     |           | 300 000 $   | Terre (ext.)    | Steffi Graf Gabriela Sabatini         | Hana Mandlíková Wendy Turnbull         | 3-6, 6-3, 7-5 | Tableau |
| 19 | 20/04/1987 | Virginia Slims of Houston Houston                 |           | 150 000 $   | Terre (ext.)    | Kathy Jordan Martina Navrátilová      | Zina Garrison Lori McNeil              | 6-2, 6-4      | Tableau |
| 20 | 20/04/1987 | Taipei International Championships Taïwan         |           | 50 000 $    | Moquette (int.) | Cammy MacGregor Cynthia MacGregor     | Sandy Collins Sharon Walsh-Pete        | 7-6, 5-7, 6-4 | Tableau |
| 21 | 27/04/1987 | Singapore Open Kallang                            |           | 50 000 $    | Dur (ext.)      | Anna Maria Fernández Julie Richardson | Barbara Gerken Heather Ludloff         | 6-1, 6-4      | Tableau |
| 22 | 27/04/1987 | Eckerd Open Tampa                                 |           | 150 000 $   | Terre (ext.)    | Chris Evert Wendy Turnbull            | Elise Burgin Rosalyn Fairbank          | 6-4, 6-3      | Tableau |
| 23 | 04/05/1987 | Italian Open Rome                                 |           | 150 000 $   | Terre (ext.)    | Martina Navrátilová Gabriela Sabatini | Claudia Kohde-Kilsch Helena Suková     | 6-4, 6-1      | Tableau |
| 24 | 11/05/1987 | German Open Berlin                                |           | 150 000 $   | Terre (ext.)    | Claudia Kohde-Kilsch Helena Suková    | Catarina Lindqvist Tine Scheuer-Larsen | 6-1, 6-2      | Tableau |
| 25 | 18/05/1987 | European Open Genève                              |           | 100 000 $   | Terre (ext.)    | Betsy Nagelsen Elizabeth Smylie       | Laura Arraya Catherine Tanvier         | 4-6, 6-4, 6-3 | Tableau |
| 26 | 18/05/1987 | GP de Strasbourg Strasbourg                       |           | 75 000 $    | Terre (ext.)    | Jana Novotná Catherine Suire          | Kathleen Horvath Marcella Mesker       | 6-0, 6-2      | Tableau |
| 27 | 25/05/1987 | Roland-Garros Paris                               | G. Chelem | 1 085 000 $ | Terre (ext.)    | Martina Navrátilová Pam Shriver       | Steffi Graf Gabriela Sabatini          | 6-2, 6-1      | Tableau |
| 28 | 08/06/1987 | Dow Chemical Classic Birmingham                   |           | 150 000 $   | Gazon (ext.)    | NC                                    | NC                                     | Annulé        | Tableau |
| 29 | 15/06/1987 | Pilkington Glass Championships Eastbourne         |           | 200 000 $   | Gazon (ext.)    | Svetlana Cherneva Larisa Savchenko    | Rosalyn Fairbank Elizabeth Smylie      | 7-6, 4-6, 7-5 | Tableau |
| 30 | 22/06/1987 | The Championships Wimbledon                       | G. Chelem | 1 354 530 $ | Gazon (ext.)    | Claudia Kohde-Kilsch Helena Suková    | Betsy Nagelsen Elizabeth Smylie        | 7-5, 7-5      | Tableau |
| 31 | 06/07/1987 | Belgian Open Knokke                               |           | 75 000 $    | Terre (ext.)    | Bettina Bunge Manuela Maleeva         | Kathleen Horvath Marcella Mesker       | 4-6, 6-4, 6-4 | Tableau |
| 32 | 06/07/1987 | Volvo Ladies Event Båstad                         |           | 75 000 $    | Terre (ext.)    | Penny Barg Tine Scheuer-Larsen        | Sandra Cecchini Patricia Tarabini      | 6-1, 6-2      | Tableau |
| 33 | 13/07/1987 | Virginia Slims of Newport Newport (RI)            |           | 150 000 $   | Gazon (ext.)    | Gigi Fernández Lori McNeil            | Anne Hobbs Kathy Jordan                | 7-6, 7-5      | Tableau |
| 34 | 20/07/1987 | OTB Open Schenectady                              |           | 27 500 $    | Dur (ext.)      | Jennifer Goodling Wendy Wood          | Pat Medrado Cláudia Monteiro           | 5-7, 6-2, 6-3 |         |
| 35 | 27/07/1987 | California State Championships Aptos              |           | 50 000 $    | Dur (ext.)      | Kathy Jordan Robin White              | Lea Antonoplis Barbara Gerken          | 6-1, 6-0      | Tableau |
| 36 | 03/08/1987 | Virginia Slims of San Diego San Diego             |           | 75 000 $    | Dur (ext.)      | Jana Novotná Catherine Suire          | Elise Burgin Sharon Walsh-Pete         | 6-3, 6-4      | Tableau |
| 37 | 10/08/1987 | Virginia Slims of Los Angeles Los Angeles         |           | 250 000 $   | Dur (ext.)      | Martina Navrátilová Pam Shriver       | Zina Garrison Lori McNeil              | 6-3, 6-4      | Tableau |
| 38 | 17/08/1987 | Downsview Canadian Open Toronto                   |           | 250 000 $   | Dur (ext.)      | Zina Garrison Lori McNeil             | Claudia Kohde-Kilsch Helena Suková     | 6-1, 6-2      | Tableau |
| 39 | 24/08/1987 | United Jersey Bank Classic Mahwah                 |           | 150 000 $   | Dur (ext.)      | Gigi Fernández Lori McNeil            | Anne Hobbs Elizabeth Smylie            | 6-3, 6-2      | Tableau |
| 40 | 31/08/1987 | US Open Flushing Meadows                          | G. Chelem | 1 757 958 $ | Dur (ext.)      | Martina Navrátilová Pam Shriver       | Kathy Jordan Elizabeth Smylie          | 5-7, 6-4, 6-2 | Tableau |
| 41 | 14/09/1987 | Pan Pacific Open Tokyo                            |           | 250 000 $   | Moquette (int.) | Anne White Robin White                | Katerina Maleeva Manuela Maleeva       | 6-1, 6-2      | Tableau |
| 42 | 21/09/1987 | Citizen Cup Hambourg                              |           | 150 000 $   | Terre (ext.)    | Claudia Kohde-Kilsch Jana Novotná     | Natalia Bykova Leila Meskhi            | 7-6, 7-6      | Tableau |
| 43 | 28/09/1987 | Virginia Slims of New Orleans La Nouvelle-Orléans |           | 150 000 $   | Moquette (int.) | Zina Garrison Lori McNeil             | Peanut Louie Heather Ludloff           | 6-3, 6-3      | Tableau |
| 44 | 28/09/1987 | First Clarins Open Paris                          |           | 50 000 $    | Terre (ext.)    | Isabelle Demongeot Nathalie Tauziat   | Sandra Cecchini Sabrina Goleš          | 1-6, 6-3, 6-3 | Tableau |
| 45 | 05/10/1987 | Athens Trophy Athènes                             |           | 75 000 $    | Terre (ext.)    | Andrea Betzner Judith Wiesner         | Kathleen Horvath Dinky Van Rensburg    | 6-4, 7-6      | Tableau |
| 46 | 12/10/1987 | Porsche Tennis Grand Prix Filderstadt             |           | 175 000 $   | Dur (int.)      | Martina Navrátilová Pam Shriver       | Zina Garrison Lori McNeil              | 6-1, 6-2      | Tableau |
| 47 | 12/10/1987 | Honda Classic San Juan                            |           | 75 000 $    | Dur (ext.)      | Lise Gregory Ronni Reis               | Cammy MacGregor Cynthia MacGregor      | 7-5, 7-5      | Tableau |
| 48 | 19/10/1987 | Volvo Classic Brighton                            |           | 200 000 $   | Moquette (int.) | Kathy Jordan Helena Suková            | Tine Scheuer-Larsen Catherine Tanvier  | 7-5, 6-1      | Tableau |
| 49 | 26/10/1987 | Virginia Slims of Indianapolis Indianapolis       |           | 75 000 $    | Dur (int.)      | Jenny Byrne Michelle Jaggard          | Beverly Bowes Hu Na                    | 6-2, 6-3      | Tableau |
| 50 | 26/10/1987 | European Indoors Zurich                           |           | 150 000 $   | Moquette (int.) | Nathalie Herreman Pascale Paradis     | Jana Novotná Catherine Suire           | 6-3, 2-6, 6-3 | Tableau |
| 51 | 02/11/1987 | Virginia Slims of Arkansas Little Rock            |           | 75 000 $    | Dur (ext.)      | Mary Lou Piatek Robin White           | Lea Antonoplis Barbara Gerken          | 6-2, 6-4      | Tableau |
| 52 | 02/11/1987 | Virginia Slims of New England Worcester           |           | 250 000 $   | Moquette (int.) | Elise Burgin Rosalyn Fairbank         | Bettina Bunge Eva Pfaff                | 6-4, 6-4      | Tableau |
| 53 | 09/11/1987 | Virginia Slims of Chicago Chicago                 |           | 150 000 $   | Moquette (int.) | Claudia Kohde-Kilsch Helena Suková    | Zina Garrison Lori McNeil              | 6-4, 6-3      | Tableau |
| 54 | 16/11/1987 | Virginia Slims Championships New York             | Masters   | 500 000 $   | Moquette (int.) | Martina Navrátilová Pam Shriver       | Claudia Kohde-Kilsch Helena Suková     | 6-1, 6-1      | Tableau |
| 55 | 30/11/1987 | Argentinian Open Buenos Aires                     |           | 50 000 $    | Terre (ext.)    | Mercedes Paz Gabriela Sabatini        | Jill Hetherington C. Jolissaint        | 6-2, 6-2      | Tableau |
| 56 | 07/12/1987 | Brazilian Open Guarujá                            |           | 50 000 $    | Dur (ext.)      | Katrina Adams Cheryl Jones            | Jill Hetherington Mercedes Paz         | 6-4, 4-6, 6-4 | Tableau |

### Double mixte
| No | Date       | Nom et lieu du tournoi         | Catégorie | Dotation    | Surface      | Vainqueures                        | Finalistes                   | Score          |         |
| -- | ---------- | ------------------------------ | --------- | ----------- | ------------ | ---------------------------------- | ---------------------------- | -------------- | ------- |
| 1  | 12/01/1987 | Ford Australian Open Melbourne | G. Chelem | 695 161 $   | Gazon (ext.) | Zina Garrison Sherwood Stewart     | Anne Hobbs Andrew Castle     | 3-6, 7-65, 6-3 | Tableau |
| 2  | 25/05/1987 | Roland-Garros Paris            | G. Chelem | 1 085 000 $ | Terre (ext.) | Pam Shriver Emilio Sánchez         | Lori McNeil Sherwood Stewart | 6-3, 7-65      | Tableau |
| 3  | 22/06/1987 | The Championships Wimbledon    | G. Chelem | 1 354 530 $ | Gazon (ext.) | Jo Durie Jeremy Bates              | Nicole Provis Darren Cahill  | 7-610, 6-3     | Tableau |
| 4  | 31/08/1987 | US Open Flushing Meadows       | G. Chelem | 1 757 958 $ | Dur (ext.)   | Martina Navrátilová Emilio Sánchez | Betsy Nagelsen Paul Annacone | 6-4, 6-7, 7-6  | Tableau |

## Classements de fin de saison
| Rang | Joueuse              |
| ---- | -------------------- |
| 1    | Steffi Graf          |
| 2    | Martina Navrátilová  |
| 3    | Chris Evert          |
| 4    | Pam Shriver          |
| 5    | Hana Mandlíková      |
| 6    | Gabriela Sabatini    |
| 7    | Helena Suková        |
| 8    | Manuela Maleeva      |
| 9    | Zina Garrison        |
| 10   | Claudia Kohde-Kilsch |

| Rang | Joueuse              |
| ---- | -------------------- |
| 1    | Martina Navrátilová  |
| 2    | Pam Shriver          |
| 3    | Claudia Kohde-Kilsch |
| 4    | Lori McNeil          |
| 5    | Gabriela Sabatini    |
| 6    | Helena Suková        |
| 7    | Zina Garrison        |
| 8    | Elizabeth Smylie     |
| 9    | Svetlana Parkhomenko |
| 10   | Kathy Jordan         |

## Coupe de la Fédération
| Date     | Lieu                      | Surf.      | Vainqueur                   | Finaliste               | Score |         |
| 26/07/87 | Vancouver, Hollyburn C.C. | Dur (ext.) | Steffi Graf C. Kohde-Kilsch | Pam Shriver Chris Evert | 2-1   | Tableau |

## Wightman Cup
Épreuve conjointement organisée par la Fédération de tennis des États-Unis et la Lawn Tennis Association.
| Date | Lieu                                     | Vainqueur  | Perdant     | Score |
|      | Williamsburg, Collège de William et Mary | États-Unis | Royaume-Uni |       |

## Sources
- (en) WTA Tour : site officiel
- (en) [PDF] WTA Tour : palmarès complet 1971-2011